# Nuria Fernándezová
Nuria Fernández Domínguez (* 16. srpna 1976, Lucern, Švýcarsko) je španělská atletka, běžkyně, která se v roce 2010 stala v Barceloně mistryní Evropy v běhu na 1500 metrů.
Na mistrovství Evropy v atletice 2012 skončila ve finále patnáctistovky na pátém místě. První čtyři závodnice (Aslı Çakır Alptekinová, Gamze Bulutová, Anna Miščenková a Jekatěrina Gorbunovová) však byly později diskvalifikovány pro doping a Fernándezová získala v roce 2017 zlatou medaili.
V roce 2010 vyhrála Iberoamerické mistrovství v atletice a byla druhá v závodě Cursa de Bombers, získala stříbrnou medaili na Halovém mistrovství Evropy v atletice 2011. Startovala na třech olympiádách v letech 2000, 2004 a 2012, pokaždé vypadla v semifinále. Na mistrovství Evropy v přespolním běhu získala v letech 2009 a 2010 bronz v soutěži družstev.
V roce 2018 ukončila běžeckou kariéru a stala se motivační řečnicí.

## Osobní rekordy
- 800 m – 2:00,35
- 1500 m – 4:00,20
- 3000 m – 8:38,05